# Route nationale 799
La route nationale 799 ou RN 799 était une route nationale française reliant Saint-Lô aux Chênes Secs. À la suite de la réforme de 1972, elle a été déclassée en RD 999 dans la Manche et en RD 31 dans la Mayenne.
La section Ernée - Laval de la RD 31 est partiellement à 2 x 2 voies, et de lourds aménagements sont toujours en cours pour une continuité de la voie express sur cet itinéraire.

## Ancien tracé de Saint-Lô aux Chênes Secs (D 999 et D 31)
- Saint-Lô
- Gourfaleur
- Saint-Samson-de-Bonfossé
- Le Mesnil-Herman
- Villebaudon
- Percy
- Villedieu-les-Poêles
- Chérencé-le-Héron
- Brécey
- Saint-Hilaire-du-Harcouët

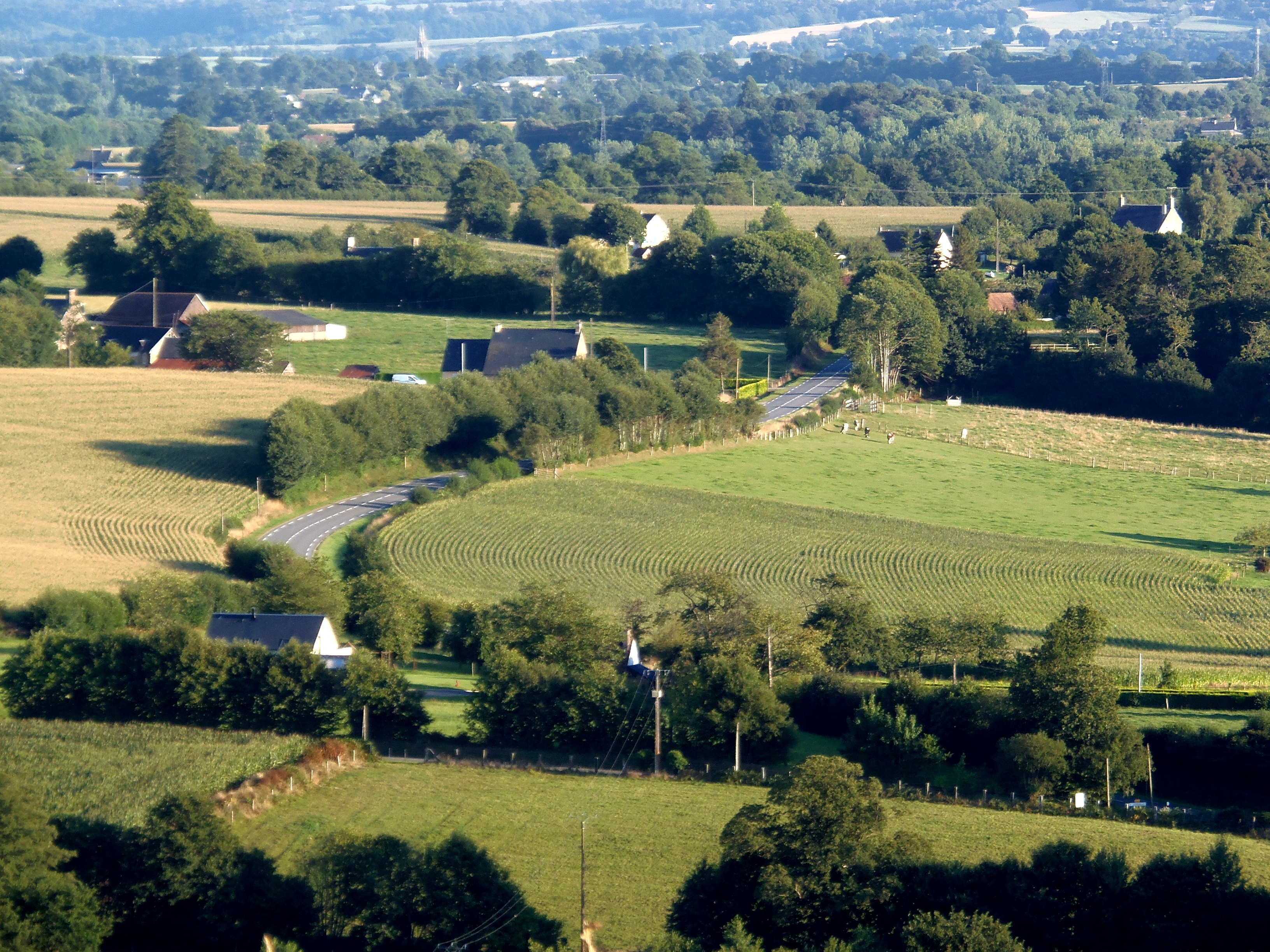
La départementale 999 entre Brécey et Saint-Hilaire-du-Harcouët.

La RN 799 faisait tronc commun avec la RN 177 pour rejoindre la Hunière.
- La Hunière, commune des Loges-Marchis
- Landivy
- Saint-Mars-sur-la-Futaie
- Montaudin
- Ernée
- La Baconnière
- Les Chênes Secs, commune de Changé